# Лоран Фурньє
Лоран Фурньє (фр. Laurent Fournier, нар. 14 листопада 1964, Ліон) — французький футболіст, що грав на позиції півзахисника. По завершенні ігрової кар'єри — тренер.
Виступав, зокрема, за «Ліон» та «Парі Сен-Жермен», а також національну збірну Франції.

## Клубна кар'єра
Народився 14 листопада 1964 року в місті Ліон. Вихованець футбольної школи клубу Villeurbanne, після чого стажувався в «Ліоні», а потім, граючи за молодіжну команду, виграв чемпіонат юнацьких команд, у фінальному матчі обігравши «Парі Сен-Жермен» з рахунком (1:0). Фурньє дебютував у першому дивізіоні 8 листопада 1980 року, у віці 16 років, 1 місяці і 26 днів. У 1983 році він вилетів з «Ліоном» до Ліги 2 і грав на цьому рівні до 1988 року, а потім два сезони провів у Лізі 1 у клубі-супернику «Сент-Етьєні».
Влітку 1990 році Фурньє перейшов у «Марсель», який тоді був однією з найкращих європейських команд. З клубом він став чемпіоном Франції і грав у фіналі Ліги Чемпіонів у Барі проти «Црвени Звезди», який французи програли в серії пенальті.
Так і не ставши основним гравцем у марсельському гранді, влітку 19991 року Лоран перейшов у «Парі Сен-Жермен», з яким виграв національний чемпіонат у 1994 році і національний кубок в 1993 році. У 1994 році він відправився в «Бордо», але після одного сезону він повернувся в Париж і допоміг клубу виграти Кубок володарів кубків 1996 року, здолавши у фіналі віденський «Рапід» (1:0). Наступного року Лоран з командою знову зіграв у фіналі цього турніру, проте на цей раз парижани програли 0:1 «Барселоні». Також французи поступились і у матчі за Суперкубок УЄФА 1996 року. Тим не менш у 1998 році він виграв з ПСЖ Кубок Франції та Кубок французької ліги, які стали його останніми трофеями як гравця.
Завершив професійну ігрову кар'єру у клубі «Бастія», за який недовго виступав протягом другої половини 1998 року, після чого очолив цей клуб.

## Виступи за збірну
У складі збірної Франції до 18 років став переможцем юнацького чемпіонату Європи 1983 року.
26 серпня 1992 року дебютував в офіційних іграх у складі національної збірної Франції товариському матчі проти збірної Бразилії (0:2). Протягом наступних двох місяців він зіграв ще по грі у відбірковому етапі на чемпіонат світу 1994 року, після чого за збірну більше не грав.

## Кар'єра тренера
У 1998 році Фурньє приєднався до «Бастії» як гравець, але по ходу сезону його швидко попросили стати тренером команди. Цей досвід виявився невдалим і незабаром Фурньє покинув клуб. Після тренувань молоді клубу «Фешероль» у 1999—2002 роках, він взяв на себе управління маленького клубу «Пасі», а потім повернувся в 2003 році до «Парі Сен-Жермена», щоб тренувати резервну команду.
9 лютого 2005 року Фурньє був названий тренером першої команди після звільнення Вахіда Халілходжича. Лоран закінчив сезону 2004/05 і продовжив роботу в клубі, але в грудні 2005 року був звільнений.
4 жовтня 2007 року Лоран Фурньє був призначений тренером клубу «Нім-Олімпік», підписавши контракт до кінця сезону 2007/08 років з продовженням на два роки у разі підвищення до Ліги 2. Однак вже 3 грудня року він подав у відставку через погані результати команди (при вступі в клуб «Німа» був 8-им, на п'ять очок відстаючи від лідера, а при відході — 11-им, з 12-очковим відставаннями від лідера).

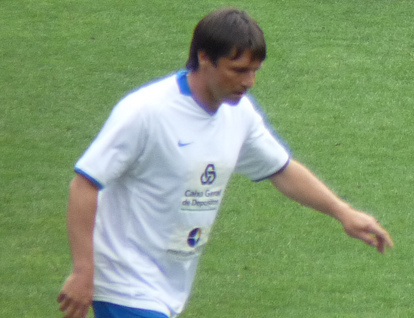
Лоран Фурньє у 2009 році

8 червня 2009 року підписав річний контракт «Кретеєм». Незважаючи на хороший сезон з четвертим місцем, отриманим клубом, він вирішив піти в кінці сезону 2009/10.
9 червня 2010 року він підписав дворічний контракт з «Страсбуром», із завданням повернутися до Ліги 2. Незважаючи на фінансові труднощі ельзаського клубу, йому вдалося підняти свою команду на четверте місце в національному чемпіонаті, але підвищитись у класі не вийшло.
8 червня 2011 року став тренером клубу Ліги 1 «Осера», але вже 18 березня 2012 року був звільнений, після домашньої поразки від «Евіана» (0:2) в рамках 28-го туру, після якої клуб опустився на останнє 20-те місце в чемпіонаті.
3 червня 2013 року став головним тренером команди «Ред Стар» із завданням вивести клуб у Лігу 2. У жовтні 2013 року він був знятий з посади.
8 червня 2016 року Фурньє повернувся до тренерської роботи в «Кретеї», але того ж року покинув клуб.

## Титули і досягнення
- Чемпіон Франції (2):

«Марсель»: 1990–91
«Парі Сен-Жермен»: 1993–94
- Володар Кубка Франції (2):

«Парі Сен-Жермен»: 1992–93, 1997–98
- Володар Кубка французької ліги (1):

«Парі Сен-Жермен»: 1997–98
- Володар Суперкубка Франції:

«Парі Сен-Жермен»: 1995
- Володар Кубка Кубків УЄФА (1):

«Парі Сен-Жермен»: 1995–1996
- Чемпіон Європи (U-18): 1983